# Pottia wilsonii
Pottia wilsonii là một loài rêu trong họ Pottiaceae. Loài này được (Hook.) Bruch & Schimp. mô tả khoa học đầu tiên năm 1843.